# Кюрдзидис, Эвклид Кириакович
Эвклид Кириакович Кюрдзидис (греч. Ευκλείδης Κυριάκου Κιουρτζίδης; род. 22 февраля 1968, Цалка, Грузинская ССР, СССР) — российский актёр театра и кино. Заслуженный артист России (2007), Заслуженный артист Южной Осетии (2011).

## Биография
В годы Второй мировой войны бабушка и дед Эвклида переехали в СССР, в Грузию и поселились в небольшом греческом поселении Цалка.
Эвклид родился 22 февраля 1968 года в многодетной семье, имеет двух братьев и старшую сестру. Мать — Ламара Константиновна, отец — Кириак Антонович. Позже семья перебралась в Ессентуки, где Эвклид Кюрдзидис окончил 8 классов средней школы. В 1987 году окончил Днепропетровское театральное училище и по распределению попал в драмтеатр города Луцка. Поработав некоторое время, был призван в ряды Советской армии. Служил в Ракетных войсках стратегического назначения на космодроме Капустин Яр в Астраханской области. Отслужив, Эвклид Кюрдзидис устроился в Пятигорский театр. На его сцене актёр играл Мизгиря в спектакле «Снегурочка» по А. Островскому и другие роли.
В 1995 году, будучи студентом второго курса ВГИКа, Эвклид Кюрдзидис дебютировал на киноэкране. Режиссёр Владимир Мотыль без проб утвердил молодого актёра на небольшую роль грека в картину «Несут меня кони». В 1997 окончил актёрский факультет ВГИКа (мастерская Анатолия Ромашина).
Снимается в кино, преимущественно в характерных ролях иностранцев-южан (французов, итальянцев, греков, грузин).
В 1996 году получил греческое гражданство, хотя почти не говорит по-гречески. Известен в Греции как «русский Аль Пачино» (Αλ Πατσίνο της Ρωσίας).
Баллотировался в мэры муниципалитета Сикеон — Неаполис, в котором около 10 % населения — иностранного происхождения.
С 2018 года — президент фестиваля популярных киножанров «Хрустальный источникъ» в Ессентуках
В 2024 году входил в члены жюри ХХXII кинофестиваля «Виват кино России!».

## Личная жизнь
О личной жизни актёр старается не распространяться, но известно, что он был трижды женат.
Сын — Виктор.

## Творчество

### Роли в театре

#### Независимый театральный проект
- 2002 — «Ladies' night. Только для женщин»[8] по пьесе Энтони Маккартена, Стефана Синклера и Жака Коллара — Весли
- 2003 — «Белоснежка и другие»[9] — гном Понедельник, Человек-паук

#### Другие театры
- Мюзикл «Энни» (постановка Нины Чусовой) — Маркиз де ля Рондо
- 1997 — Свадьба — Ревун-Караулов
- 1998 — Гамлет — Люциан, Могильщик
- 2001 — Ощущение бороды
- 2006 — Эй, Труффальдино — Флориндо Аретузи
- 2010 — Роза с двойным ароматом — Марко Антонио Лесур
- с 2014 — На высоких каблуках. Ностальгическая комедия по пьесе А. Марданя «Лист ожидания»
- с 2014 — Трагедия Софокла «Антигона» — Креонт

### Фильмография
- 1996 — Несут меня кони — Гермес, грек
- 1996 — Река — мужчина
- 1996 — Киллер — Константин
- 1997 — Интермед — Французский машинист
- 1997 — Страна глухих — эпизод
- 1999 — Директория смерти: Хороший художник — мёртвый художник — художник Барский
- 1999 — Вороны зимних ночей — Константин
- 1999 — Досье детектива Дубровского — "кавалер", на танцплощадке
- 2000 — Марш Турецкого (серия «Убить ворона») — Савельев
- 2000 — Свидание вслепую — Итальянец
- 2001 — Мужская работа — «Шрам», чеченский боевик
- 2002 — Война — Руслан Шамаев, чеченский пастух
- 2002 — Спецназ: Сломанная стрела — Вагиф
- 2003 — Бабий яр — Александр Лернер
- 2003 — Баязет — Кози Магома
- 2003 — Супертёща для неудачника — Крыса
- 2003 — Русские амазонки — 2 — Аслан
- 2004 — Бальзаковский возраст, или Все мужики сво… — Артём
- 2004 — Любовные авантюры — Жорж Ланда
- 2004 — Даша Васильева. Любительница частного сыска: Жена моего мужа — Антон
- 2004 — Усадьба — Олег Микасин
- 2004 — Лола и Маркиз — Шурик
- 2005 — От 180 и выше — Зурик (в титрах — Эвклид Гюрджиев)
- 2005 — Косвенные улики — Роллан Киреев
- 2005 — Мой личный враг — Филипп Де-Бовэ, француз
- 2005 — Оперативный псевдоним 2. Код Возвращения — Фахид Бекмурзаев по кличке «Гепард», чеченский террорист
- 2005 — Сатисфакция— Баумгартен
- 2005 — Бой с тенью —
- 2006 — Дикари — Киса Кацман
- 2006 — Важнее, чем любовь — Влад Топалов, телеведущий
- 2007 — Любовь-Морковь — Серёга
- 2007 — Доярка из Хацапетовки — Жерар Дюбуа, повар-француз
- 2007 — Мужчина должен платить — Михаил, муж Марины
- 2007 — 1612: Хроники Смутного времени — генуэзец Диего Веласкес
- 2007 — Единственному, до востребования — телеведущий Влад Запалов
- 2007 — Иностранцы — Орлов
- 2008 — Рука на счастье
- 2008 — Судьба государя — Наполеон
- 2008 — Ставка на жизнь — Борис Гурьянов
- 2008 — Кровосмешение — Родим
- 2010 — Абонент временно недоступен — Герман Петрович Логинов
- 2009 — Лабиринт — Влад
- 2009 — Блондинка в нокауте — Карло Поцнальдини
- 2010 — Рябины гроздья алые — Игорь
- 2010 — V Центурия. В поисках зачарованных сокровищ — Джафар
- 2010 — Правдивая история об Алых парусах — Бам Гран
- 2011 — Семь вёрст до небес — Лёва
- 2013 — Зверобой-3 — Григорий Корнилов, капитан спецотдела ФСБ
- 2012 — Светофор — грек Александрос Кириакос, экс-муж Лизы (77—80 серии)
- 2012 — Склифосовский — Михаил Зименский
- 2012 — Одесса-мама — Давид Пачулия (Дато)
- 2012 — Белый мавр
- 2013 — Жизнь после жизни (Жизнь взаймы) — Дмитрий
- 2014 — Корабль — Александр Рутковский отец Виктории, руководитель проекта «Александрия»
- 2014 — Кавказская пленница! — полицейский
- 2014 — Фотограф — Дмитриев, преподаватель МГУ
- 2021 — Флэшмоб — Константин Львович, продюсер
- 2023 — Армариус. Тайна Красной планеты (в производстве) — голландский граф

## Призы и награды
- Приз «Малый осётр» за комедийную мужскую роль второго плана — VI открытый Российский фестиваль «Улыбнись, Россия!» (2005).
- Заслуженный артист России (28.12.2007)[1]
- «Золотой журавль» за роль в спектакле «Сюрприз для компаньона»
- 26 ноября 2006 г. — Награждён орденом Миротворца. Присвоен статус Гражданин мира.
- 16 марта 2009 г. — Награждён знаком Фонда содействия органам внутренних дел «Примирение» — «Честь и гордость России».
- 17 сентября 2009 г. — Получил приз зрительских симпатий на фестивале «Южные ночи» (фильм «Лабиринт», роль Влад).
- 17 сентября 2009 г. — Присвоено звание «Почетный гражданин Кабардинки».
- 26 сентября 2010 г. — Награждён Специальным призом президента фестиваля за новую театральную роль в спектакле «Убийство по ошибке» по пьесе Эдварда Тейлора на VIII фестивале «Амурская осень» (г. Благовещенск).
- 4 июня 2011 г. — Награждён Орденом «Польза, Честь и Слава» Фондом Героя России генерал-полковника Трошева Г. Н. при содействии комендантской службы Москвы, Кремля и МВВКУ (г. Москва).
- 23 октября 2011 г. — За большой вклад в развитие мирового и отечественного киноискусства, высокий профессионализм и плодотворную творческую деятельность присвоено почётное звание «Заслуженный артист Республики Южная Осетия» (г. Цхинвал).
- 10 сентября 2013 г. — на Ялтинском Международном телекинофоруме «Вместе» — Эвклид Кюрдзидис награждён Специальным призом Фонда «Международный телекинофорум» за главную роль в фильме «Жизнь после жизни».
- 26 ноября 2015 — Почётный знак «За заслуги в развитии культуры и искусства» (Межпарламентская ассамблея СНГ) — за значительный вклад в формирование и развитие общего культурного пространства государств — участников Содружества Независимых Государств, в реализацию идей сотрудничества в сфере культуры и искусства[10]